# 中国地杨梅
中国地杨梅（学名：Luzula effusa var. chinensis）为灯心草科地杨梅属下的一个变种。